# La Victoria de Acentejo
La Victoria de Acentejo é um município da Espanha na província de Santa Cruz de Tenerife, comunidade autónoma das Canárias. Tem 18,36 km² de área e em 2021 tinha 9 161 habitantes (densidade: 499 hab./km²).

## Demografia
| Variação demográfica do município entre 1991 e 2004 | Variação demográfica do município entre 1991 e 2004 | Variação demográfica do município entre 1991 e 2004 | Variação demográfica do município entre 1991 e 2004 |
| --------------------------------------------------- | --------------------------------------------------- | --------------------------------------------------- | --------------------------------------------------- |
| 1991                                                | 1996                                                | 2001                                                | 2004                                                |
| 7435                                                | 7678                                                | 7920                                                | 8350                                                |